# Rivière Bloodvein
Pour les articles homonymes, voir Bloodvein.
La rivière Bloodvein est une rivière au Canada. Elle coule vers l'ouest à partir du lac Red dans le Nord-Ouest de l'Ontario jusqu'à la rive est du lac Winnipeg au Manitoba sur une longueur d'environ 300 km. Les lacs le long de son cours incluent le lac Knox, le lac Pipestone et le lac Artery.